# Torpedowce typu Najaden
Torpedowce typu Najaden lub Huitfeld – seria dwóch duńskich torpedowców z okresu zimnej wojny, których budowę rozpoczęto podczas II wojny światowej. Weszły do służby w Duńskiej Marynarce Wojennej w 1947 roku i służyły do lat 60. W toku służby przeklasyfikowane na niszczyciele przybrzeżne, a potem na okręty patrolowe. Zbudowane w stoczni Orlogsværftet w Kopenhadze.
Ich wyporność standardowa wynosiła 782 tony, długość 86,51 metra. Zasadnicze uzbrojenie stanowiły dwa działa kalibru 105 mm i sześć wyrzutni torped kalibru 533 mm. Napędzały je turbiny parowe, zapewniając osiąganie prędkości 35 węzłów.

## Projekt i budowa
Od końca XIX wieku Duńska Marynarka Wojenna, której zadania ograniczały się do obrony wybrzeża, rozwijała klasę torpedowców, początkowo budowanych według wzorów zagranicznych. Przed II wojną światową były one podstawową klasą duńskich okrętów bojowych, przy czym Dania nie posiadała w składzie floty większych niszczycieli. Najnowszymi były zbudowane w pierwszej połowie lat 30. dwie trójki torpedowców typów Dragen i Glanten, lecz były to niewielkie okręty, o wyporności standardowej 290 ton, uzbrojone w działa kalibru tylko 75 mm, dwukrotnie mniejsze od 600-tonowych lub większych torpedowców budowanych w tym czasie przez niektóre potęgi morskie w uzupełnieniu niszczycieli. Pierwszymi okrętami duńskimi odpowiadającymi wielkością i uzbrojeniem zagranicznym w tym okresie miały być torpedowce typu Naiaden. Z uwagi na znaczący wzrost wielkości okrętów, w samej Danii przewidziano dla nich niestosowaną międzynarodowo klasyfikację „niszczyciele przybrzeżne” (Kystjægeren).
31 stycznia 1939 roku Minister Marynarki zwrócił się do parlamentu o wyrażenie zgody na budowę dwóch okrętów za kwotę 12 milionów koron. Początkowo przewidywano dla nich nazwy od miast: „Aarhus” i „Aalborg”, lecz 6 listopada 1939 roku zmieniono je na mitologiczne: „Najaden” (najada) i „Nymfen” (nimfa). Po wybuchu II wojny światowej rząd wystąpił do parlamentu o zwiększenie serii okrętów do czterech. Niemiecka inwazja 9 kwietnia 1940 roku i następująca okupacja Danii spowodowała odłożenie budowy okrętów. Przystąpiono do niej jednak w 1942 roku, kładąc 3 lipca stępki pod budowę dwóch jednostek w państwowej stoczni marynarki Orlogsværftet w Kopenhadze. Budowa szła początkowo sprawnie i wodowano je 17 marca i 22 czerwca 1943 roku. Tempo budowy jednak następnie spadło wobec obaw, że okręty zostaną przejęte przez Niemcy, tak jak wcześniej sześć torpedowców typów Dragen i Glanten. Budowa ustała całkiem po likwidacji duńskiej marynarki 29 sierpnia 1943 roku, przy czym Niemcy nie zdecydowali dokończyć okrętów dla Kriegsmarine. Kadłuby ich stały do końca wojny w bazie Holmen w Kopenhadze.
Po wyzwoleniu Dania zdecydowała kontynuować budowę jednostek, tym bardziej, że jej marynarka utraciła prawie wszystkie dotychczasowe okręty bojowe. W październiku 1945 roku zmieniono im jednak nazwy na „Huitfeld” i „Willemoes” od nazwisk zasłużonych oficerów marynarki z XVII–XVIII wieku. Weszły do służby w 1947 roku, z numerami burtowymi z literą T oznaczającą torpedowce (Torpedobåd). „Huitfeld” (ex „Nymfen”) był wodowany i wszedł do służby jako drugi okręt typu Najaden, lecz mimo to otrzymał wcześniejszy numer burtowy T1, stąd część literatury określa cały typ okrętów jako typ Huitfeld. W 1951 roku okręty przeszły modernizację uzbrojenia i przeklasyfikowano je na niszczyciele przybrzeżne oraz otrzymały znaki burtowe NATO z literą D, oznaczającą niszczyciele (ang. Destroyer). 1 września 1958 roku przeklasyfikowano je na okręty patrolowe, ze znakami z literą P.
| Okręt                 | Nr burtowy     | Położenie stępki | Wodowanie       | Wejście do służby | Wycofanie        |
| --------------------- | -------------- | ---------------- | --------------- | ----------------- | ---------------- |
| Huitfeld ex. Nymfen   | T1, D320, P520 | 3 lipca 1942     | 22 czerwca 1943 | 26 lipca 1947     | 27 lipca 1964    |
| Willemoes ex. Najaden | T2, D321, P521 | 3 lipca 1942     | 17 marca 1943   | 24 maja 1947      | 11 stycznia 1966 |

## Opis techniczny

### Architektura i kadłub
Okręty typu Najaden miały gładkopokładowy kadłub o sylwetce ocenianej przez specjalistów jako ładna. Pokład wznosił się równomiernie w kierunku wychylonej prostej dziobnicy, rufa była zaokrąglona w planie z góry. Na 1/3 długości znajdowała się nadbudówka dziobowa z pomostem bojowym, której dolne piętro stanowiło nadbudowę, ze ścianami stanowiącymi przedłużenie burt. Według oryginalnych planów nadbudówka była dwukondygnacyjna z odkrytym mostkiem, a jej górna kondygnacja miała kształt kroplowy w planie z góry. Z fotografii okrętów wynika, że już w chwili wejścia do służby otrzymały bardziej rozbudowane wyższe kanciaste oszklone mostki. Za nadbudówką znajdował się maszt i pojedynczy szeroki pochylony komin o opływowym przekroju. Za kominem znajdowała się na pokładzie platforma reflektora, a dalej dwie obrotowe potrójne wyrzutnie torped w osi kadłuba rozdzielone pokładówką z uzbrojeniem przeciwlotniczym. Na rufie za wyrzutniami torped znajdowała się niewielka nadbudówka z działkiem przeciwlotniczym. Pojedyncze działa artylerii głównej umieszczono na dziobowym i rufowym odcinku pokładu.
Wyporność standardowa według projektu wynosiła 782 tony, zaś pełna 890 ton. Długość całkowita wynosiła 86,51 m, a na linii wodnej 85 m, szerokość 8,5 m, a zanurzenie 3,25 m.
Załoga początkowo składała się z 92 osób, od 1951 roku z 108 osób, w tym 11 oficerów. Pomieszczenia oficerów znajdowały się tradycyjnie na rufie, kubryki marynarzy z hamakami na dziobie.

### Uzbrojenie

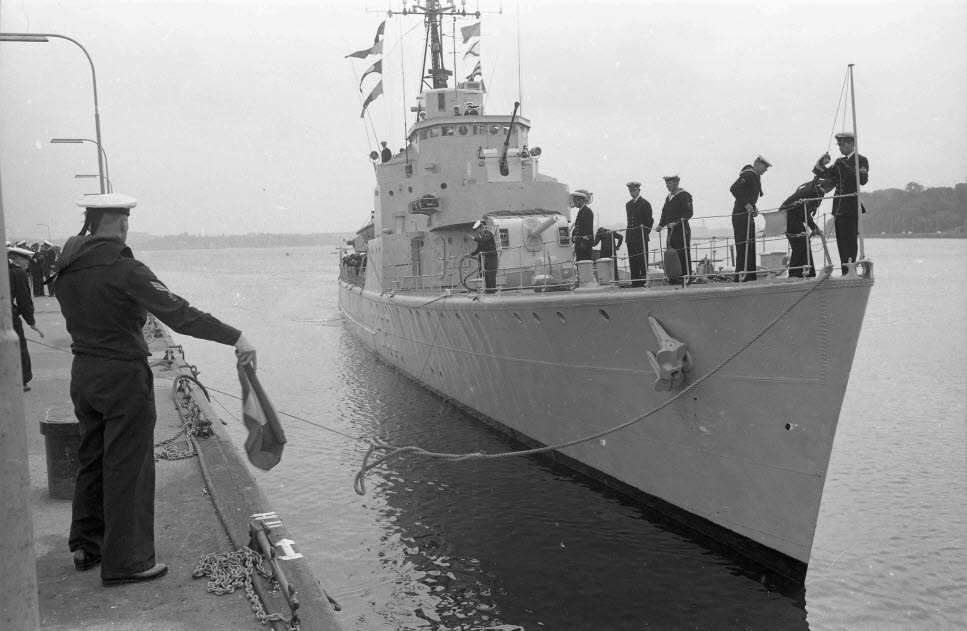
P520 „Huitfeld” w 1963 roku w Kilonii

Uzbrojenie artyleryjskie stanowiły dwa pojedyncze działa kalibru 105 mm LvSa o długości L/42 (42 kalibry), umieszczone w stanowiskach z maskami przeciwodłamkowymi na pokładzie na dziobie i rufie. Wyprodukowane były przez arsenał armii duńskiej (Hærens Våbenarsenal) z pomocą szwedzkiej firmy Bofors. Kąt podniesienia lufy wynosił od -10° do +40°, a donośność do 16 400 m. Strzelały amunicją zespoloną z pociskami o masie 15 kg. Szybkostrzelność dochodziła do 15 strzałów na minutę. Zapas amunicji wynosił po 300 pocisków na działo.
Uzbrojenie przeciwlotnicze stanowiły po wejściu do służby dwie pojedyncze armaty kalibru 40 mm M/37 LvSa Bofors L/60, na platformie na dolnym piętrze nadbudówki przed pomostem bojowym oraz na nadbudówce rufowej. Miały one donośność do 9800 m, a zapas amunicji wynosił po 2000 nabojów. Szybkostrzelność teoretyczna wynosiła 120 strz./min. Uzbrojenie to początkowo uzupełniało sześć duńskich pojedynczych działek kalibru 20 mm M/41 LvSa Madsen. Rozmieszczone były parami: na pokładzie dziobowym przed działem 105 mm, na skrzydłach pomostu i na pokładówce między wyrzutniami torped. Zasilane były z magazynków bębnowych o pojemności 60 pocisków, a szybkostrzelność teoretyczna wynosiła 500 strz./min.
W 1951 roku dwa działka 20 mm z pokładówki rufowej zastąpiono trzecim działkiem 40 mm Bofors oraz zdjęto dwa dalsze działka ze skrzydeł pomostu, a w 1953 roku ostatnie dwa działka z dziobu. W latach 1955–1957 działka 40 mm wymieniono na nowszy model M/48 LvSa Boforsa, o donośności 12 600 m i szybkostrzelności teoretycznej 240 strz./min.
Okręty według projektu miały otrzymać sześć wyrzutni torped kalibru 533 mm. Początkowo jednak uzbrojono je w dostępne dwie potrójne wyrzutnie torped kalibru 450 mm, zdjęte z torpedowców typu Dragen przed przekazaniem ich Niemcom w 1941 roku. Podczas modernizacji w 1951 roku zamieniono je na wyrzutnie torped kalibru 533 mm.
Uzbrojenie uzupełniały dwa miotacze bomb głębinowych M/33 produkcji szwedzkiej umieszczone na burtach przed nadbudówką rufową. Na rufie okręty miały dwie zrzutnie po 9 bomb głębinowych. Dodatkowo były wyposażone w dwa tory minowe na pokładzie, na których mogły przenosić 60 min kotwicznych. Po modernizacji w 1951 roku zamieniono miotacze bomb głębinowych na cztery nowsze brytyjskie Mk 6.

### Napęd
Okręty były napędzane przez dwie turbiny parowe duńskiej firmy Atlas z przekładniami redukcyjnymi, poruszające dwie śruby o średnicy 2,6 m. Łączna moc projektowa siłowni wynosiła 24 000 KM (17 647 kW). Projektowa prędkość maksymalna wynosiła 35 węzłów, natomiast faktycznie sięgała 36,3 węzła. Parę dostarczały dwa kotły parowe umieszczone jeden za drugim. Zapas paliwa – mazutu wynosił 100 ton. Zasięg wynosił 1600 mil morskich przy prędkości 17 węzłów.

### Wyposażenie
Do kierowania ogniem artylerii okręty były wyposażone w holenderskie dalocelowniki firmy Hazemeyer z dalmierzem 3-metrowym, zamontowane na dachu nadbudówki. Były one przewidziane pierwotnym projektem i zamówione jeszcze w 1939 roku.
Ukończone okręty otrzymały brytyjski radar typu 293 na maszcie do wykrywania celów powietrznych. W 1952 roku otrzymały dodatkowo radar wykrywania celów morskich produkcji Hollandse Signalaparaten. Do wykrywania okrętów podwodnych okręty otrzymały brytyjski hydrolokator (Asdic) w kopule podkadłubowej.
Okręty miały zgodnie z projektem jeden reflektor o średnicy 90 cm do walk nocnych, na platformie za kominem. W latach 50. otrzymały ponadto szwedzkie wyrzutnie rakiet oświetlających montowane po bokach masek dział artylerii głównej.

## Skrót służby
Oba okręty weszły do służby w 1947 roku, zaklasyfikowane jako torpedowce. Przez większość czasu służyły razem, początkowo w składzie 1. Grupy Torpedowców. W dniach 11–16 września 1947 roku odbyły wraz z eskadrą duńską pierwszą wizytę zagraniczną w Sztokholmie, a na przełomie września i października eskortowały jacht królewski podczas wizyty króla Fryderyka IX w Norwegii. W 1951 roku przeszły modernizację uzbrojenia przeciwlotniczego i broni podwodnej.
1 kwietnia 1951 roku przeklasyfikowano je na niszczyciele przybrzeżne. Brały udział w ćwiczeniach floty duńskiej i manewrach NATO oraz wizytach zagranicznych, między innymi 21–25 maja 1959 roku oba okręty złożyły wizytę w Polsce w Gdyni. 1 września 1958 roku zostały przeklasyfikowane na okręty patrolowe. „Huitfeld” został wycofany ze służby 27 lipca 1964 roku, a „Willemoes” 11 stycznia 1966 roku, po czym oba zostały w 1966 roku sprzedane na złom do Antwerpii i zaholowane tam razem w czerwcu.